# Център за разследваща журналистика
Центърът за разследваща журналистика (с акроними: ЦРЖ, на английски: Centre for Investigative Journalism, CIJ) е британска независима благотворителна организация, предоставяща обучение на журналисти, изследователи, продуценти и студенти в практиката и методологията на разследващата журналистика. Тя е учредена като компания с ограничена отговорност през юни 2005 г. и регистрирана като благотворителна организация през март 2007 г. Използвайки безвъзмездни средства от фондация „Лорана Съливан“, ЦРЖ организира годишна тридневна лятна конференция и курсове по журналистика на данни и техники за разследване. Центърът осигурява обучение на хиляди журналисти, изследователи и студенти от над 35 държави. ЦРЖ е базиран в училището по журналистика в Голдсмитския колеж на Лондонския университет, който от 2014 г. провежда лятната конференция на ЦРЖ всяка година.
Центърът подкрепя и насърчава свободата на информацията, компютърно подпомогнато докладване и защитата на лицата, подаващи сигнали за нередности. ЦРЖ предлага специална помощ на работещите в трудна среда, където свободата на словото и свободата на печата са застрашени и където изказването на истината може да е застрашена. Програмите за обучение на ЦРЖ са предназначени да насърчават задълбочено докладване за несправедливост, корупцията, почтеността и прозрачността на институционалната власт и да държат силните под отговорност. Тази дейност е допълнена с публикуване на логични наръчници относно методи и техники на разследване и наставничество на журналистически младежки групи и млади режисьори.
Центърът за разследваща журналистика и подкрепян от репортери на „Би Би Си Радио“, телевизии като „Канал+“ (Париж), „60 минути“ (САЩ), „Чанъл 4“, списание „Прайвит Ай“, вестниците „Съндей Таймс Инсайт Тийм“ и Ню Йорк Таймс, и сайтът УикиЛийкс.
През 2007 г. ЦРЖ придобива статут на регистрирана благотворителна организация и привлича подкрепата от редица фондации, включително института „Отворено общество“, фондация „Дейвид Е. Потър“, фондация „Форд“, фондация „Парк“, фондация „Рева и Дейвид Логан“, „Демокрация и медии“, Голдсмитски колеж, Лондонски университет и няколко други по-малки.
През 2009 г. ЦРЖ помага за създаването на Бюрото за разследваща журналистика, независим, поддържан от фондация производител на задълбочени репортажи в защита на обществения интерес.
През 2012 г. ЦРЖ стартира програма за активна безплатна помощ, консултиране и защита на лицата, подаващи сигнали за нередности, и тези, които са разкрили престъпления и нарушения на работното си място.
ЦРЖ стартира програма за информационна сигурност, като организира семинари за журналисти, изследователи и юристи по криптиране, тор, OTR и други защитни технологии. През 2014 г. организацията започва поредица от конференции, които събират журналисти, технолози и хактивисти, за да изградят съюзи срещу масовото наблюдение и цензурата.